# Danmarks Statistik
Danmarks Statistik er det centrale statistikkontor i Danmark. Det opsamler alle samfundets statistiske oplysninger til brug i administrationen, samt i forskning, undervisning m.v.
Danmarks Statistik er internationalt kendt for de meget omfattende registerdata baseret på Det Centrale Personregister (CPR) og Det Centrale Virksomhedsregister (CVR).
Lederen af Danmarks Statistik har titlen rigsstatistiker. Siden oprettelsen af Danmarks Statistik som en selvstændig enhed i 1966 er der i alt blevet udpeget seks rigsstatistikere.

## Organisation
Danmarks Statistik ledes af en bestyrelse med rigsstatistikeren som formand. Derudover er der syv andre medlemmer. Institutionen er (pr. december 2024) opdelt i fem afdelinger for henholdsvis personstatistik, erhvervsstatistik, økonomisk statistik, brugerservice og endelig kommunikation og salg. Den økonomiske model ADAM har siden 1975 været tilknyttet Danmarks Statistik.
I alt er der ca. 550 ansatte i Danmarks Statistik (pr. december 2024).

## Historie
Danmarks Statistik blev grundlagt under navnet Det Statistiske Bureau i 1850, kort efter indførelsen af Junigrundloven og dermed folkestyret i Danmark. Der havde dog været gennemført offentlig statistikindsamling tidligere. Således gennemførte Rentekammeret de to første folketællinger i Danmark i 1769 og 1787. I 1797 blev Dansk-Norsk Tabel-Kontor oprettet, og fra 1833 til 1848 eksisterede Tabelkommissionen.
- 1769 Den første folketælling i Danmark (inkl. Norge)[3]
- 1850: Danmarks Statistik grundlægges (Statistisk Bureau)[3]
- 1869: Den første udgave af Statistiske Sammendrag, som var en forløber for den senere Statistisk Årbog, udkommer[3]
- 1895: Den første statistiklov vedtages, og institutionens navn ændres til Statens Statistiske Bureau[3]
- 1896: Den første udgave af Statistisk Årbog ser dagens lys[3]
- 1913: I forbindelse med en revision af Statistikloven skiftes igen navn, nu til Det Statistiske Departement[3]
- 1945: Offentliggørelse af det første danske Nationalregnskab[3]
- 1966: Lov om Danmarks Statistik: Institutionen bliver uafhængig og får navnet Danmarks Statistik. Første rigsstatistiker og en uafhængig bestyrelse udpeget[3]
- 1968: Oprettelse af Det Centrale Personregister (CPR-registeret)[3]
- 1973: Den sidste folketælling baseret på spørgeskemaer
- 1976: Verdens første registerbaserede folketælling
- 1981: Verdens første registerbaserede folke- og boligtælling
- 1985: Online adgang til databanker over offentlige datanet
- 1996: Danmarks Statistik på internet
- 2001: Gratis digital adgang til Statistikbanken og online adgang til registerdata for forskere[3]
- 2017: Statistisk Årbog udgives for sidste gang[3]

### Institutionens navne
- 1850-1895: Statistisk Bureau
- 1895-1913: Statens Statistiske Bureau
- 1913-1966: Statistisk Departement (i perioder var der flere statistiske departementer)
- 1966-nu: Danmarks Statistik

### Chefer, direktører og rigsstatistikere
Parallelt med institutionens navneskifter har også den øverste leder haft forskellige titler i tidens løb: Bureauchefer for Statistisk Bureau, direktører for Statens Statistiske Bureau, departementschefer for Statistisk Departement og rigsstatistikere for Danmarks Statistik:
- 1850-1854: Bureauchef Adolph Frederik Bergsøe
- 1854: Bureauchef M.H. Rosenørn
- 1854-1873: Bureauchef C.N. David
- 1873-1877: Bureauchef V.A. Falbe-Hansen
- 1878-1895: Bureauchef Marius Gad
- 1895-1902: Bureauchef/direktør Marcus Rubin
- 1902-1904: Konstitueret direktør V.A. Falbe-Hansen
- 1904-1913: Direktør/departementschef A.M. Koefod
- 1913-1936: Departementschef Adolph Jensen
- 1936-1955: Departementschef Einar Cohn
- 1955-1965: Departementschef C. Ulrich Mortensen
- 1965-1966: Konstitueret departementschef/rigsstatistiker Kjeld Bjerke
- 1966-1988: Rigsstatistiker N.V. Skak-Nielsen
- 1988: Konstitueret rigsstatistiker Poul Jensen
- 1988-1995: Rigsstatistiker Hans E. Zeuthen
- 1995: Konstitueret rigsstatistiker Poul Jensen
- 1995-2013: Rigsstatistiker Jan Plovsing
- 2013-2020: Rigsstatistiker Jørgen Elmeskov
- 2020-2024: Rigsstatistiker Birgitte Anker
- 2024-    : Rigsstatistiker Martin Ulrik Jensen

### Ministerier
I 1848-1961 hørte statistikken under Finansministeriet. Fra 1961 har udarbejdelse af statistikker hørt under Økonomiministeriet i de perioder, hvor dette ministerium har eksisteret som en selvstændig enhed, ellers under Finansministeriet. Fra 2022 hører Danmarks Statistik under Ministeriet for Digitalisering.